# Nobushige Oyamada
Nobushige Oyamada (小山田 信茂?) (n. 1545 – d. 16 aprilie 1582) a fost un general samurai japonez din armata clanului Takeda, care a slujit succesiv sub conducerea lui Shingen Takeda și apoi a lui Katsuyori Takeda. El a fost considerat unul din „cei 24 de generali ai lui Shingen Takeda”, cei mai înalți comandanți militari ai clanului.

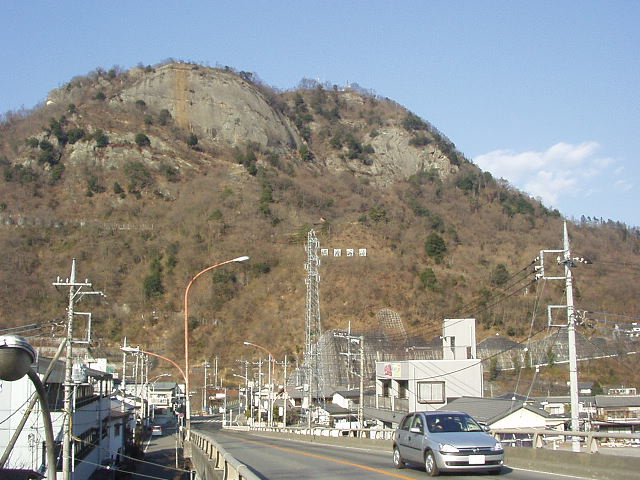
Castelul Iwadono

Nobushige era fiul lui Nobunari Oyamada (d. 1552). El a fost lordul castelului Iwadono și a luptat sub conducerea lui Takeda în bătăliile de la Kawanakajima, Mikatagahara și Nagashino.
În urma invadării provinciei Kai de către Ieyasu Tokugawa și Nobunaga Oda în 1582, Katsuyori Takeda a fugit și a încercat să se refugieze la castelul Iwadono. Oyamada a trădat însă clanul Takeda și i-a închis porțile. Negăsind un loc unde să se refugieze, Katsuyori Takeda a fost înfrânt la 3 aprilie 1582 în Bătălia de la Tenmokuzan. După trădarea sa, Nobushige Oyamada a mers în tabăra clanului Oda, unde a fost executat pentru trădarea stăpânului său de către Horio Yoshiharu, unul dintre ofițerii samurai aflați în slujba lui Nobunaga Oda.

## Legături externe
- „Cei 24 de generali ai legendarului Takeda” pe site-ul Yamanashi-kankou.jp